# Кац, Рудольф Эммануилович
Рудольф Михайлович (Эммануилович) Кац (3 февраля 1939 года, Ленинград, РСФСР, СССР — 13 октября 1988 года, там же) — актёр, детский драматург, педагог, один из основателей Театра юношеского творчества (ТЮТ), член Союза писателей СССР.

## Биография
Родился в Ленинграде. Отец — радиотехник, мать домохозяйка. Отец умер в 1963 году. Семья была большая, жить трудно, поэтому после окончания школы пошёл на завод. Работал слесарем.
В 1951 году двенадцатилетним мальчиком поступил в Театр юношеского творчества (ТЮТ) Ленинградского дворца пионеров. В ТЮТе прошло детство Р. Каца, позже он работал там педагогом-режиссёром. В литературном клубе Дворца пионеров вёл отделение юных прозаиков.
Рудольф Кац — ученик Матвея Дубровина, является одним из основателей Театра юношеского творчества (ТЮТ).
В ТЮТе и для ТЮТа были написаны его первые пьесы: эстрадное обозрение «Знакомые всё лица» и «Глаза в глаза», которые опубликовал журнал «Вожатый», а в 1963 г. поставила группа актёров Ленконцерта.
Автор пьес для детского и юношеского театра, поставленных во многих городах СССР и России, а также за рубежом (в «Волькстеатре» г. Росток, Германия). Автор сценариев мультипликационных фильмов (студия «Леннаучфильм»). Автор сценариев новогодних представлений во Дворце пионеров им. А. А. Жданова. Автор более пятидесяти стихов и песен.
Для ТЮТа написал первую многоактную пьесу «Поезд дальнего следования», которую напечатал «Вожатый» и поставили студии телевидения Минска, Сыктывкара, Баку.
В 1965 г. появилась романтическая комедия «Три шпаги на троих». Она была отмечена III премией Всероссийского конкурса на лучшую пьесу для детей и вышла в издательстве «Советская Россия».
В 1965 году Р. Кац поступил на заочное отделение Литературного института им. Горького в Москве.
На третьем курсе института написал лирическую комедию «Тили-тили-тесто…». Первым её поставил Центральный детский театр, а затем ТЮЗы Горького, Омска, Челябинска, Кирова.
Институт окончил с отличием. Дипломная работа, пьеса «Разговоры в учительской», в новой редакции была поставлена в Московском ТЮЗе.
Для киностудии Леннаучфильм написал сценарии игровых мультфильмов «Как построить пароход» и «Да здравствует природа!».
Пьеса «Премьера» была поставлена в ТЮЗах Свердловска, Тулы, Рязани, Барнаула, Владивостока, Саратова.
Похоронен на Богословском кладбище Санкт-Петербурга.

## Спектакли, поставленные по пьесам Р.Каца
«Знакомые все лица»:
• Театр юношеского творчества, г. Ленинград, реж. М. Г. Дубровин, 1960 год.
«Вопросительный с восклицательным»:
• Эстрадно-танцевальная группа «Светлячок», г. Ленинград, реж. Ю. М. Зарицкий, 1963 год.
«Поезд дальнего следования» (в соавторстве с Е. Ю. Сазоновым):
• Театр юношеского творчества, г. Ленинград, реж. М. Г. Дубровин, 1964 год.
• Юношеская театральная студия дома культуры им. И. В. Русакова завода СВАРЗ, г. Москва, реж. Я. С. Клебанов.
• Студия телевидения, г. Сыктывкар, 1967 год.
«Страна красных галстуков» (в соавторстве с Е. Ю. Сазоновым):
• Театр юношеского творчества, г. Ленинград, реж. Е. Ю. Сазонов, 1965.
«ТРИ ШПАГИ НА ТРОИХ» (в соавторстве с Е. Ю. Сазоновым; пьеса получила III премию Всероссийского конкурса на лучшую пьесу для детей в 1965 году):
• Театр юношеского творчества, г. Ленинград, реж. М. Г. Дубровин, 1965 год.
• ТЮЗ, г. Тихвин, реж. В. Мазараки,
• Студия телевидения, г. Свердловск, реж. К. А. Сирик, 1967 год.
«БАЛЛАДА О ДЕТСКОМ ТЕАТРЕ» (в соавторстве с Е. Ю. Сазоновым):
• Театр юношеского творчества, г. Ленинград.
«САД»:
• Театр юношеского творчества, г. Ленинград, реж. Е. Ю. Сазонов, 1979 год.
«ВСЕ МЫ И БУЛЬДОЗЕР»:
• Театр юношеского творчества, г. Ленинград, реж. Е. Ю. Сазонов, 1972 год.
«САМЫЙ ГЛАВНЫЙ РЕКОРД» (музыкальная сказка):
• Театр «Факел», г. Верх-Исетск, реж. Л. В. Перминова, 1976 год.
«БЫЛО — НЕ БЫЛО»:
• Областной ТЮЗ, г. Киров, реж. А. В. Бородин, 1979 год.
• ТЮЗ, г. Волгоград, реж. Н. А. Мальцев, 1981 год.
«ПРЕМЬЕРА»:
• ТЮЗ, г. Волгоград, реж. Ю. Котов, 1983 год.
• Областной ТЮЗ, г. Тула, реж. Г. И. Кондрашова.
• ТЮЗ, г. Саратов, реж. Ю. П. Киселёв.
• Пермский краевой ТЮЗ, г. Пермь, реж. Ю. А. Котов, 1976 год.
• («Первая премьера»), ТЮЗ, г. Свердловск, реж. Л. Вайсман, 1973 год.
• ТЮЗ, г. Рязань, реж. Г. Мосесов.
«ТИЛИ-ТИЛИ-ТЕСТО»
• Центральный детский театр, г. Москва, реж. И. Рутберг, 1968 год.
• ТЮЗ, г. Челябинск, реж. Т. Махарадзе,1968 год.
• ТЮЗ, г. Красноярск, реж. С. Илюхин, 1968 год.
• Областной ТЮЗ, г. Омск, реж. Л. Шатуновский, 1968 год.
• Народный театр-студия «Юность», г. Лодейное Поле, реж. В. Бродянский.
• ТЮЗ, г. Киров, реж. Е. М. Долгина, 1977 год.
• Театр юношеского творчества, г. Ленинград, реж. Е. Ю. Сазонов, 1969 год.
• Театр Юношеского Творчества, г. Свердловск, реж. М. Соловьёва, 1978 год.
• ТЮЗ, г. Горький, реж. Р. Я. Левите, 1968 год.
• Народный ТЮЗ, г. Ярославль, реж. Н. Е. Буренева.
• Народный ТЮЗ, г. Калининград М.О. (Ныне Муниципальный ТЮЗ, г. Королев М.О.), реж. И. С. Ермаков, 1982 год.
«РАЗГОВОРЫ В УЧИТЕЛЬСКОЙ, слышанные Толей Апраксиным лично»:
• Центральный детский театр, г. Москва, реж. С. Яшин, 1979 год.
• ТЮЗ, г. Красноярск, реж. А. Хугаев, 1981 год.
• Государственный драматический театр им. А. П. Чехова, г. Свердловск, реж. Г. В. Чуваткин, 1981 год.
• Государственный ТЮЗ, г. Ростов-на-Дону, реж. В. Гвоздков, 1982 год.
• ТЮЗ, г. Волгоград, реж. Л. Вольфсон, 1980 год.
• Народный ТЮЗ, г. Ярославль, реж. Н. Е. Буренева, 1980 год.
• Народный театр драмы, г. Ленинград, реж. М. Лотарев, 1982 год.
• Алтайский краевой ТЮЗ, г. Барнаул, реж. З. И. Китай, 1979 год.
• Волькстеатр, г. Росток, ГДР, 1980 год.
• Областной ТЮЗ им. М. Горького, г. Львов, реж. М. Лукавецкий.
«СЦЕНЫ У ПУШКИНСКОГО ДОМА»:
• Народный ТЮЗ, г. Ярославль, реж. Н. Е. Буренева, 1983 год.
• («Что в имени тебе моём?..»), ТЮЗ, г. Горький, реж. К. Кулагин, 1985 год.
• Центральный детский театр, г. Москва, реж. А. С. Бордуков, 1985 год.
• Театр юношеского творчества, г. Ленинград, реж. Е. Ю. Сазонов, 1989 год.
• Народный ТЮЗ, г. Ярославль, реж. Н. Е. Буренева, 1984 год.
• Народный ТЮЗ, г. Горький, реж. В. А. Горшкова, 1985 год.
• («У Пушкинского Дома»), Драматический театр им. А. Н. Толстого, г. Сызрань, реж. Е. Дробышев, 1985 год.
• ТЮЗ, г. Саратов, реж. Ю. Ошеров, 1985 год.
«ОСЕННИЕ ВОЛЬНОДУМЦЫ (СОРОК ДНЕЙ)»:
• Государственный драматический театр им. Д. Н. Мамина-Сибиряка, г. Нижний Тагил, реж. А. Коленко.
• ТЮЗ, г. Москва, реж. Ю. Жигульский, 1986 год.
• Народный ТЮЗ, г. Горький, реж. В. А. Горшкова, 1986 год.
• Краевой ТЮЗ, г. Красноярск, реж. М. Коган, 1987 год.
• («Памяти учителя»), Молодёжный театр-студия «За Чёрной речкой», г. Ленинград, реж. О. Мендельсон.
«МЫ С МОРМОФОНОМ»:
• Детский театр-студия «ВЕРА», г. Горький, реж. В. А. Горшкова, 1988 год.
• Театр юношеского творчества, г. Санкт-Петербург, реж. А. А. Иванова, 2003 год.
«УМФОЛОЗИ»:
• Молодёжный театр-студия «За Чёрной Речкой», г. Ленинград, реж. О. Мендельсон, 1988 год.
• Детский театр-студия «ВЕРА», г. Горький, реж. В. А. Горшкова, 1990 год.
• («XX век, пятница»), театр «На Софийской, 21», г.Санкт-Петербург, реж. В. Колесников.
• Детский театр-студия «ВЕРА», г. Нижний Новгород, реж. В. Червяков, 2008 г.
«МЕЧТА О МИХЕЕВЕ»:
• («Остров»), Детский театр-студия «ВЕРА», г. Нижний Новгород, реж. В. А. Горшкова, 1991 год.
Мультипликационные фильмы:
• «КАК ПОСТРОИТЬ ПАРОХОД» — студия Леннаучфильм, 1973 год.
• «ДА ЗДРАВСТВУЕТ ПРИРОДА!» — студия Леннаучфильм, 1974 год.